# Janko Debeljak
Janko Debeljak, (ur. 31 sierpnia 1895 r. w Lublanie, zm. 19 października 1957 w Brazylii) – jugosłowiański pilot wojskowy (kapitan), dowódca kolaboracyjnych oddziałów słoweńskich pod okupacją włoską, a następnie niemiecką podczas II wojny światowej.
Służył w austro-węgierskiej marynarce wojennej jako pilot hydroplanów. W okresie międzywojennym służył w armii jugosłowiańskiej, dochodząc do stopnia kapitana. Był instruktorem w szkole lotniczej w miejscowości Boka Kotorska.
Po ataku na Jugosławię wojsk niemieckich w kwietniu 1941 r., a następnie okupowaniu Słowenii przez Włochów, wstąpił do konspiracyjnego Frontu Wyzwoleńczego Narodu Słoweńskiego. Został mianowany przez płk. Dragoljuba Mihailovicia zastępcą przywódcy czetników słoweńskich mjr. Karla Novaka. Od maja 1942 r. stał na czele czetnickiego Batalionu Štajerskiego w składzie Legionu Śmierci. Współpracował z dowództwem włoskiej 14 Dywizji Piechoty "Isonzo". Pod koniec sierpnia 1943 r. wstąpił do Ochotniczej Milicji Antykomunistycznej (MVAC). Latem 1944 r. w stopniu majora stanął na czele 3 Batalionu 1 Pułku Słoweńskiego Narodowego Komitetu Bezpieczeństwa w Prestranku.
Pod sam koniec wojny dowodził Oddziałem Primorskim Słoweńskiej Armii Narodowej. Następnie przedostał się do Friuli w północnych Włoszech. W późniejszych latach wyemigrował do Brazylii.